# 흙탕거북상과
흙탕거북상과 또는 풀거북상과(Kinosternoidea)는 거북목 잠경아목에 속하는 파충류 상과의 하나이다. 현존하는 2개 과로 이루어져 있다.

## 하위 과
- 강거북과 (Dermatemydidae)
  - 멕시코강거북속 (Dermatemys)
- 흙탕거북과 (Kinosternidae)
  - Staurotypinae
    - Claudius
    - Staurotypus

  - Kinosterninae
    - 흙탕거북속 (Kinosternon)
    - 냄새거북속 (Sternotherus) - 4종